# Alex Tuch
Alex Daniel Tuch (* 10. Mai 1996 in Syracuse, New York) ist ein US-amerikanischer Eishockeyspieler, der seit November 2021 bei den Buffalo Sabres in der National Hockey League unter Vertrag steht. Zuvor war der Flügelstürmer in der NHL bereits für die Minnesota Wild sowie für die Vegas Golden Knights aktiv.

## Karriere
Alex Tuch wurde in Syracuse geboren und spielte in seiner Jugend für die Syracuse Jr. Stars in der regionalen Nachwuchsspielklasse. Mit Beginn der Saison 2010/11 wechselte der rechte Flügelstürmer ins USA Hockey National Team Development Program (NTDP), die zentrale Talenteschmiede von USA Hockey, dem US-amerikanischen Eishockeyverband. Mit den Teams des NTDP nahm Tuch am Spielbetrieb der United States Hockey League (USHL) teil, der höchsten Juniorenliga des Landes, während die Auswahlen des Programms zugleich als Nachwuchs-Nationalmannschaften fungieren, sodass er auf internationalem Niveau bei der World U-17 Hockey Challenge 2013 debütierte und dort die Bronzemedaille gewann. In der Spielzeit 2013/14 erreichte der Angreifer einen Punkteschnitt von über 1,0 (32 in 26 Spielen) und gewann mit der U18-Auswahl bei der U18-Weltmeisterschaft 2014 die Goldmedaille. Anschließend wurde er im NHL Entry Draft 2014 an 18. Position von den Minnesota Wild ausgewählt.

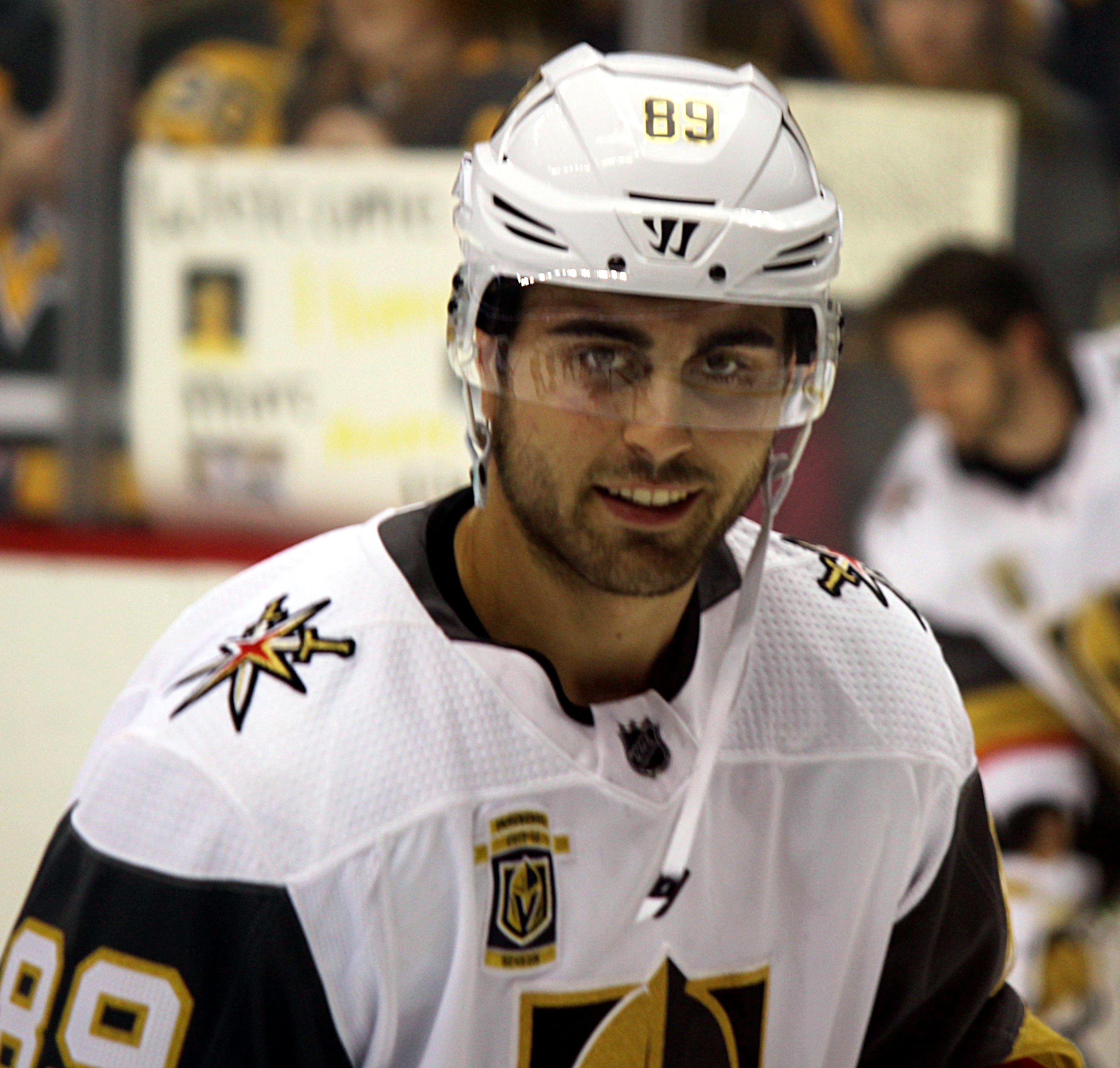
Tuch im Trikot der Vegas Golden Knights (2018)

Anschließend schrieb sich Tuch am Boston College ein und war fortan für deren Eishockeyteam, die Boston College Eagles, in der Hockey East aktiv, einer Hochschulliga im Spielbetrieb der National Collegiate Athletic Association (NCAA). Als Freshman kam der Stürmer in 37 Spielen auf 28 Scorerpunkte, sodass er am Ende der Saison ins All-Rookie Team der Hockey East gewählt wurde. Zudem vertrat er sein Heimatland über den Jahreswechsel mit der U20-Nationalmannschaft bei der U20-Weltmeisterschaft 2015 und erreichte dort mit dem Team einen fünften Platz. Nach einer weiteren Spielzeit am Boston College unterzeichnete Tuch im April 2016 einen Einstiegsvertrag bei den Minnesota Wild.
Mit Beginn der Spielzeit 2016/17 wechselte Tuch in die Organisation der Wild, wobei er vorerst bei deren Farmteam, den Iowa Wild, in der American Hockey League (AHL) eingesetzt wurde. Nach elf Toren und elf Vorlagen in 34 Spielen sowie einer Nominierung für das AHL All-Star Classic beriefen ihn die Minnesota Wild Anfang Februar 2017 in ihren Kader, sodass er wenig später sein Debüt in der National Hockey League gab.
Im Juni 2017 gab ihn Minnesota an die Vegas Golden Knights ab und erhielt im Gegenzug ein Drittrunden-Wahlrecht für den NHL Entry Draft 2017 oder 2018. Dies war Teil eines Transfergeschäfts, das sicherstellte, dass die Golden Knights im NHL Expansion Draft 2017 Erik Haula von den Wild auswählten; letztere schützten damit für sie wertvollere Spieler. Mit den Golden Knights erreichte Tuch in den Playoffs 2018 überraschend das Finale um den Stanley Cup, unterlag dort allerdings den Washington Capitals. Anschließend unterzeichnete der Angreifer im Oktober 2018 einen neuen Siebenjahresvertrag in Las Vegas, der ihm mit Beginn der Saison 2019/20 ein durchschnittliches Jahresgehalt von 4,75 Millionen US-Dollar einbringen soll.
Im Sommer 2021 musste Tuch sich einer Schulteroperation unterziehen, aufgrund derer er das erste Drittel der Spielzeit 2021/22 verpasste. Währenddessen wurde er im November 2021 nach über vier Jahren in Las Vegas an die Buffalo Sabres abgegeben, die außerdem Nachwuchsspieler Peyton Krebs, ein Erstrunden-Wahlrecht für den NHL Entry Draft 2022 sowie ein Drittrunden-Wahlrecht für den NHL Entry Draft 2023 erhielten. Im Gegenzug wechselten Jack Eichel und ein Drittrunden-Wahlrecht für den Draft 2023 zu den Golden Knights. Sein Debüt für die Sabres feierte Tuch kurz vor dem Jahreswechsel im Dezember.

## Erfolge und Auszeichnungen
- 2013 Bronzemedaille bei der World U-17 Hockey Challenge
- 2014 Goldmedaille bei der U18-Weltmeisterschaft
- 2015 Hockey East All-Rookie Team
- 2017 Teilnahme am AHL All-Star Classic

## Karrierestatistik

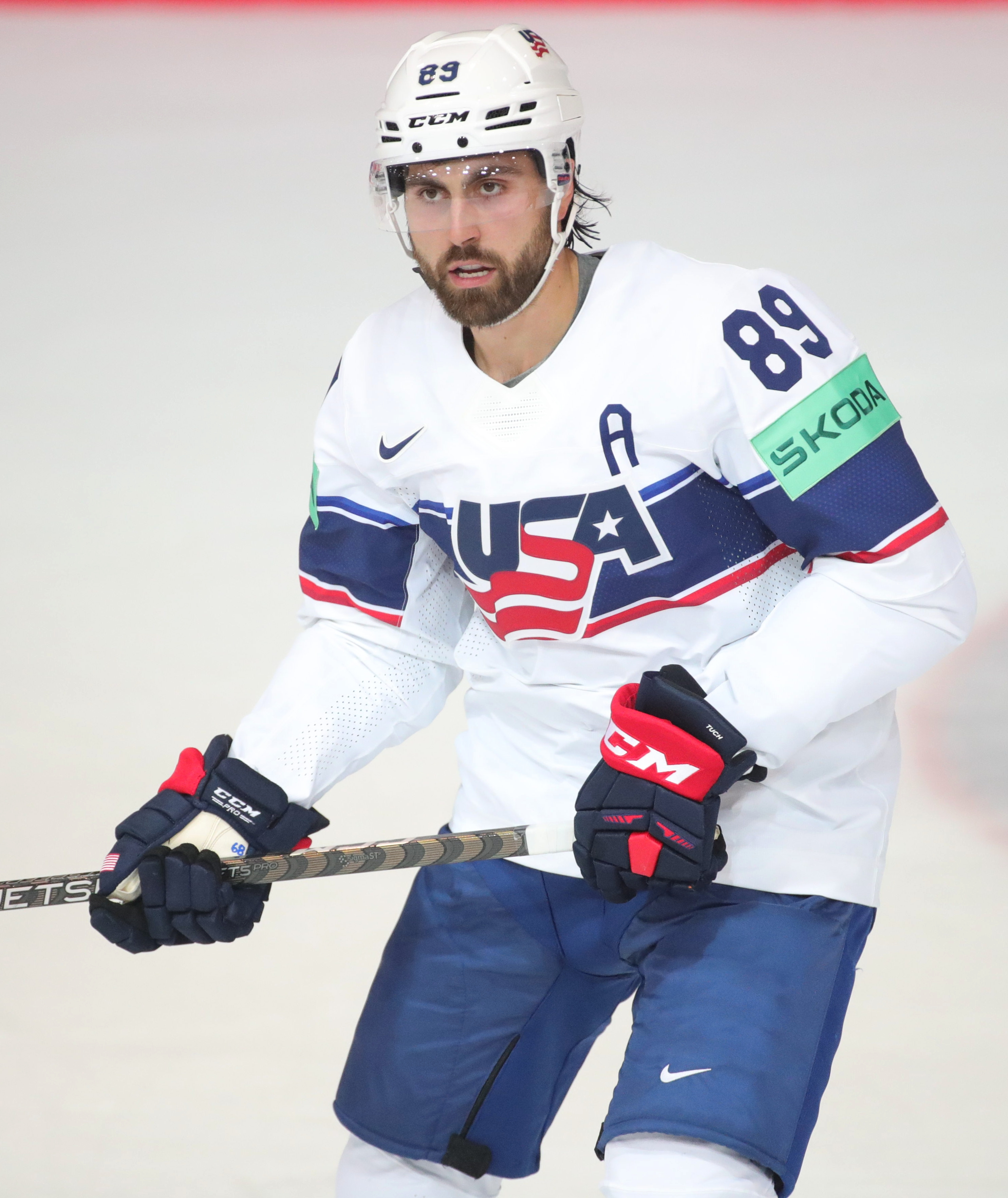
Tuch als Spieler der US-amerikanischen Nationalmannschaft (2023)

Stand: Ende der Saison 2024/25

### International
Vertrat die USA bei:
- World U-17 Hockey Challenge 2013
- U18-Junioren-Weltmeisterschaft 2014
- U20-Junioren-Weltmeisterschaft 2015
- Weltmeisterschaft 2023

(Legende zur Spielerstatistik: Sp oder GP = absolvierte Spiele; T oder G = erzielte Tore; V oder A = erzielte Assists; Pkt oder Pts = erzielte Scorerpunkte; SM oder PIM = erhaltene Strafminuten; +/− = Plus/Minus-Bilanz; PP = erzielte Überzahltore; SH = erzielte Unterzahltore; GW = erzielte Siegtore; 1 Play-downs/Relegation; Kursiv: Statistik nicht vollständig)